# Nicolai Theodor de Ployart
Nicolai Theodor de Ployart (20. september 1741 i København – 21. marts 1821 i Haderslev) var en dansk søofficer, kammerherre og amtmand.

## Biografi
Hans fader var kontreadmiral Conrad Ployart, deputeret i Admiralitetskollegiet (1691 – 2. juni 1744), moderen Louise født Ocksen (død 22. april 1764). Ployart blev sekondløjtnant i Marinen 1759, premierløjtnant 1763, kaptajnløjtnant 1770, kaptajn samme år.
Han indtrådte derefter i russisk tjeneste, hvor han efterhånden tjente sig op til kaptajn af 1. rang; efter fem års forløb vendte han tilbage til Danmark, indtrådte på ny i nummer som kaptajn og blev derhos generaladjudant samt kammerherre.
1775 giftede han sig med Anna Barbara Lastrup og kom derved i besiddelse af en betydelig formue. To år senere optoges han i den danske adelstand.
1781 ansattes han som hofchef for prins Anton Ulrik af Braunschweigs fire børn, hvilke efter et langt fangenskab i Rusland 1781 fik tilladelse til at flytte til Horsens, hvor der blev indrettet et hof for dem. I denne stilling forblev han til 1785, da han ansattes som amtmand i Haderslev Amt, hvorfra han kort tid efter forflyttedes til Flensborg Amt. 1808 tog Ployart sin afsked og blev derefter gehejmekonferensråd: allerede 1781 var han blevet ridder af Dannebrog. Efter sin afskedigelse bosatte han sig i Haderslev, som det synes, og her døde han 21. marts 1821.
Ployart skildres som en særdeles smuk og beleven mand; ved kejserinde Katharina den Stores hof gik han under navnet "le beau Danois" (den smukke dansker).
| Efterfulgte: ?            | Amtmand over Haderslev Amt 1785 - 1787 | Efterfulgtes af: ?                                      |
| Efterfulgte: Engel Schack | Amtmand over Flensborg Amt 1787 - 1808 | Efterfulgtes af: Friedrich Heinrich Christian Johannsen |

|  | Artiklen om Nicolai Theodor de Ployart kan blive bedre, hvis der indsættes et (bedre) billede Du kan hjælpe ved at afsøge Wikimedia Commons for et passende billede eller uploade et godt billede til Wikimedia Commons iht. de tilladte licenser og indsætte det i artiklen. |